# Disney Theatrical Group
Pour les articles homonymes, voir Buena Vista (Disney).
Disney Theatrical Group (anciennement Buena Vista Theatrical Group) est un ensemble de sociétés de théâtre, filiales de la Walt Disney Company. C'est une des entités de Buena Vista Entertainment, l'une des grandes filiales de Disney. Elle a été créée en 2001 à la suite de la fermeture de Walt Disney Entertainment.
Il comprend :
- Walt Disney Theatrical Productions, les spectacles musicaux produits par Disney principalement à Broadway.
  - Disney Live Family Entertainment qui gère les revenus de Disney on Ice
- Walt Disney Creative Entertainment les services généraux des productions de spectacles au sein de Walt Disney Parks and Resorts.
- Fox Stage Productions

## Historique
Le 7 octobre 2010, le Disney Theatrical Group annonce la fermeture de ses locaux de Glendale pour la fin du mois, ne conservant que ceux de New York. Ces bureaux étaient chargés de la supervision de Disney on Ice et Disney Live.
Le 3 juillet 2019, la société Fox Stage Productions est intégrée au Disney Theatrical Group,,, conséquence de l'Acquisition de 21st Century Fox par Disney.